# Gentlewoman, Ruby Man
Gentlewoman, Ruby Man je společné studiové album anglické zpěvačky Flo Morrissey a Američana Matthewa E. Whita. Vydáno bylo dne 13. ledna 2017 společností Glassnote Records. Deska obsahuje celkem deset písní, které jsou coververzemi skladeb jiných autorů. Jsou mezi nimi například Leonard Cohen, Frank Ocean nebo skupina The Velvet Underground. Desku produkoval Matthew E. White a nahrána byla v červenci 2016.

## Seznam skladeb
| Pořadí | Název                        | Autor               | Původní interpret       | Délka |
| ------ | ---------------------------- | ------------------- | ----------------------- | ----- |
| 1.     | Look at What the Light Did   | Kyle Field          | Little Wings            | 3:21  |
| 2.     | Thinking 'Bout You           | Christopher Breaux  | Frank Ocean             | 3:44  |
| 3.     | Looking for You              | Nino Ferrer         | Nino Ferrer             | 4:40  |
| 4.     | The Colour in Anything       | James Blake         | James Blake             | 2:58  |
| 5.     | Everybody Loves the Sunshine | Roy Ayers           | Roy Ayers               | 4:47  |
| 6.     | Grease                       | Barry Gibb          | Frankie Valli           | 4:21  |
| 7.     | Suzanne                      | Leonard Cohen       | Leonard Cohen           | 4:41  |
| 8.     | Sunday Morning               | John Cale, Lou Reed | The Velvet Underground  | 3:37  |
| 9.     | Heaven Can Wait              | Beck                | Charlotte Gainsbourgová | 3:49  |
| 10.    | Govindam                     | George Harrison     | George Harrison         | 6:15  |

## Obsazení
- Flo Morrissey – zpěv
- Matthew E. White – zpěv, tympány
- Cameron Ralston – baskytara, perkuse
- Pinson Chanselle – bicí, perkuse
- Alan Parker – kytara, chimes
- Devonne Harris – klávesy, bicí